# قطعنامه ۱۴۱۹ شورای امنیت
قطعنامه ۱۴۱۹ شورای امنیت سازمان ملل متحد که در تاریخ ۲۶ ژوئن ۲۰۰۲ تصویب شد، سندی بین‌المللی دربارهٔ اوضاع در افغانستان است. این قطعنامه طی نشست ۴۵۶۰ام با ۱۵ رای موافق، ۰ مخالف و ۰ ممتنع تصویب شد.